# Martin von Schönfeldt
Martin (Mårten) Christian von Schönfeldt, född omkring 1720, död under senare delen av 1700-talet, var en svensk målarmästare och målare.
Han var son till målarmästaren och konstnären Christian von Schönfeldt och Catharina Bengtsdotter samt halvbror till Jacob von Schönfeldt. Han fick sin grundläggande utbildning av sin far och finns omnämnd som lärogosse vid faderns verkstad 1740. Efter att hans far avlidit drev han från 1742 faderns verkstad vidare i Uddevalla. Tillsammans med Esekiel Broman dekorerade han 1742 läktarbröstet på Bro kyrka i Bohuslän med ett antal bilder från Nya testamentet. Broman lämnade senare samarbetet med Schönfeldt och bosatte sig i Rostock.